# I. e. 350
Évszázadok: i. e. 5. század – i. e. 4. század – i. e. 3. század
Évtizedek: i. e. 400-as évek – i. e. 390-es évek – i. e. 380-as évek – i. e. 370-es évek – i. e. 360-as évek – i. e. 350-es évek – i. e. 340-es évek – i. e. 330-as évek – i. e. 320-as évek – i. e. 310-es évek – i. e. 300-as évek
Évek: i. e. 355 – i. e. 354 – i. e. 353 – i. e. 352 –  i. e. 351 – i. e. 350 – i. e. 349 – i. e. 348 – i. e. 347 – i. e. 346 – i. e. 345

## Események

### Perzsa Birodalom
- A III. Artaxerxész elleni lázadás közel-keleti központja, Szidón segítséget kér Türosztól és Egyiptomtól, de csak nagyon keveset kap.
- Idrieusz káriai szatrapa a nagykirály parancsára felszerel 40 háromevezősoros hajót, felfogad 8 ezer zsoldost és az athéni Phokion parancsnoksága alatt átküldi őket a fellázadt Ciprusra.

### Görögország
- I. Alexandrosz sógora, II. Philipposz makedón király segítségével elűzi Arümbasz épeiroszi királyt és maga ül a trónra.
- II. Philipposz kifosztja a trákiai Abderát.

### Róma
- Consullá választják Marcus Popillius Laenast és Lucius Cornelius Scipiot. Popilius nagy győzelmet arat a fosztogató gallok fölött, de a csatában megsebesül. Mivel Scipio korábban megbetegedett, a cselekvőképtelen consulok helyett L. Furius Camillust választják dictatornak.

## Kultúra
- Praxitelész megalkotja a Knidoszi Aphroditét, az első életnagyságú, meztelen női szobrot a görög művészet történetében (hozzávetőleges időpont).
- Elkészül a halikarnasszoszi Mauszoleion, Mauszólosz síremléke, a világ hét csodájának egyike.

## Születések
- Dikaiarkhosz, görög filozófus, matematikus, földrajztudós
- Megaszthenész, görög történetíró, diplomata, az indiai népek leírója
- Sen Tao, kínai filozófus, a legalizmus és a taoizmus követője

## Fordítás
- Ez a szócikk részben vagy egészben  a(z)   350 BC című angol Wikipédia-szócikk ezen változatának fordításán alapul.  Az eredeti cikk szerkesztőit annak laptörténete sorolja fel. Ez a jelzés csupán a megfogalmazás eredetét és a szerzői jogokat jelzi, nem szolgál a cikkben szereplő információk forrásmegjelöléseként.